# 김영수 (1968년)
김영수(1968년 2월 29일 ~ )는 국방권익연구소 소장(2016년 1월 ~ 2020년 7월)이다. 대한민국 해군에서 소령으로 예편을 한 그는, 전라남도 장성군 출신이다.
1991년 대한민국 해군사관학교를 45기로 나온 그는, 해군 소위 시절에 대한민국 해군 군수사령부 FMS 담당으로 첫 보직을 맡게 된다. 그 후 대한민국 국방대학교를 나온 그는 2006년 2월 계룡대 근무지원단 군수참모본부 근무지원과 과장으로 보직을 맡게 되었고 이후 2006년 5월 계룡대 근무지원단 군수참모본부 작전장교에 보임되었으며 2011년 8월 대한민국 해군 소령으로 예편하였다. 2020년 7월 1일. 군사안보지원사령부 수사와 관련된 일로 군사망사고 진상규명위원회 담당 공무원직에 사직서를 제출했다.

## 군 비리 내부 고발
2003~2005년 계룡대 근무지원단에서 일어난 만성적인 비공개 수의계약 입찰로 9억4000만 원의 국민 혈세가 낭비되는 것을 인지하게 되고, 이 과정에서 국가계약법상의 공개경쟁 입찰규정을 피하기 위해 소액으로 여러 차례 나눠서 계약하는 분할 수의 계약이 성행하고 위조견적서를 사용하는 등 불법, 탈법들이 자행되는 것과 이 사안의 주요 배후 중 한 곳이 다름 아닌 해군 장성 정옥근(훗날 해군참모총장) 제독이 당시 해군 교육사령관이던 해군 교육사령부 예하 정훈과임을 알게 된다. 김 소령은 탈법의 관행을 해군 수사기관에 고발하였다. 그러나, 군 수사기관에서의 철저한 수사가 이뤄지지 않고 감싸기식 수사와 면죄부 수사가 진행되었다. 김 소령은 국민권익위원회(당시 국가청렴위)에 제보했고, 국민권익위원회에서는 조사를 벌여 9억4000만 원의 국고손실 사실을 확인했다. 국방부 조사본부 역시 같은 액수의 공공예산을 낭비한 사실을 확인하고 불법행위 관련자 16명을 징계하라고 해군에 통보하였지만, 해군은 당시의 수의 계약된 물건들과 동일한 물건들을 구할 수 없으므로 비교 견적이 불가능해 국고 손실을 증명할 수 없다며 관련자들을 징계하지 않았다.